# Parasympatiske nervesystem
Det parasympatiske nervesystem (også kaldet det kolinerge nervesystem eller parasympaticus) danner sammen med det sympatiske nervesystem det autonome nervesystem. Det parasympatiske nervesystem sætter kroppen i stand til at normalisere forholdene, når en fare er overstået. Det vigtigste stof i den sammenhæng er transmitterstoffet acetylcholin.
| Fysiologi | Spire Denne artikel om fysiologi er en spire som bør udbygges. Du er velkommen til at hjælpe Wikipedia ved at udvide den. |